# 西藏自治区语言
西藏语言，指西藏自治区的语言资源。西藏语言资源丰富，有10余种语言。

## 藏语
藏语属汉藏语系藏缅语族藏语支。根据西藏在线网站（www.tibetol.cn）的一片报道，西藏的250多万藏族人口中的84%以藏语为惟一交流工具。除藏族外，错那市80%以上的门巴族也使用藏语，部分回族、珞巴族也使用藏语。
1987年7月9日，西藏自治区第四届人民代表大会第五次会议通过《西藏自治区学习、使用和发展藏语文的若干规定（试行）》。西藏自治区的教育系统则全面推行以藏语文授课为主的双语教育体系，并编译出版有从小学至高中所有课程的藏语教材和教学参考资料。1999年10月，西藏电视台卫视频道开播，每日均有藏语节目和藏语译制片播出。
藏语大致可分为卫藏、康和安多三种方言，西藏大部分地区均为卫藏方言，昌都地区为康方言。

## 汉语
西藏的汉族人口占总人口的9%，主要集中居住在拉萨市，操汉语。西藏汉族的汉语方言不仅受藏语等多种少数民族语言影响，也有多种汉语方言融合的现象。湖北、陕西、山西、湖南等地的方言互相影响与原迁来地的方言出现差异。拉萨使用人口最多的汉语方言为西南官话。

## 门巴语
门巴语属藏语支，